# Helina etesia
Helina etesia är en tvåvingeart som först beskrevs av Giglio-tos 1893.  Helina etesia ingår i släktet Helina och familjen husflugor. Inga underarter finns listade i Catalogue of Life.